# Llau de la Mitgenca
La llau de la Mitgenca és una llau afluent de la llau de Segan. Discorre íntegrament pel terme de Conca de Dalt, en el seu antic terme d'Hortoneda de la Conca, al Pallars Jussà.
Es forma a l'Obaga de la Mitgenca, a migdia de l'extrem occidental de les Obagues de Senllí, i davalla cap a ponent entre la Solana d'Esgrasses, que queda al nord, i l'Obaga de la Mitgenca, al sud. Travessa la Pista d'Hortoneda i s'aboca en la llau de Segan a llevant d'Hortoneda i al nord del Revolt de la Llau de Segan.